# Limnebius sinuatus
Limnebius sinuatus är en skalbaggsart som först beskrevs av Sharp 1882.  Limnebius sinuatus ingår i släktet Limnebius och familjen vattenbrynsbaggar. Inga underarter finns listade i Catalogue of Life.